# Neopleustes boecki
Neopleustes boecki är en kräftdjursart som först beskrevs av Hansen 1887.  Neopleustes boecki ingår i släktet Neopleustes och familjen Pleustidae. Inga underarter finns listade i Catalogue of Life.